# Afrithelphusa afzelii
Afrithelphusa afzelii là một loài cua trong họ Potamonautidae.
Chúng là loài đặc hữu của Sierra Leone.